# Michael Rulli
Michael Anthony Rulli, född 11 mars 1969 i Poland i Ohio, är en amerikansk politiker (republikan). Han är ledamot av USA:s representanthus sedan 2024.
Rulli gick i skola i Poland Seminary High School i Poland i Ohio och utexaminerades 1991 från Emerson College i Boston. Därefter var han verksam som affärsman.
Rulli vann fyllnadsvalet till USA:s representanthus i juni 2024 som hölls efter att Bill Johnson hade avgått som representanthusledamot för att tillträda som rektor för Youngstown State University.